# ميغيل كاردونا
ميغيل كاردونا (بالإنجليزية: Miguel Cardona)‏ (و. 1975  م) هو مدرس، وسياسي أمريكي، ولد في ميريديان.